# Senecionin
Senecionin ist ein giftiges, hepatotoxisches Pyrrolizidinalkaloid, welches in verschiedenen Pflanzen vorkommt. Es ist nach der Gattung Senecio benannt, deren
Vertreter es enthalten.

## Vorkommen

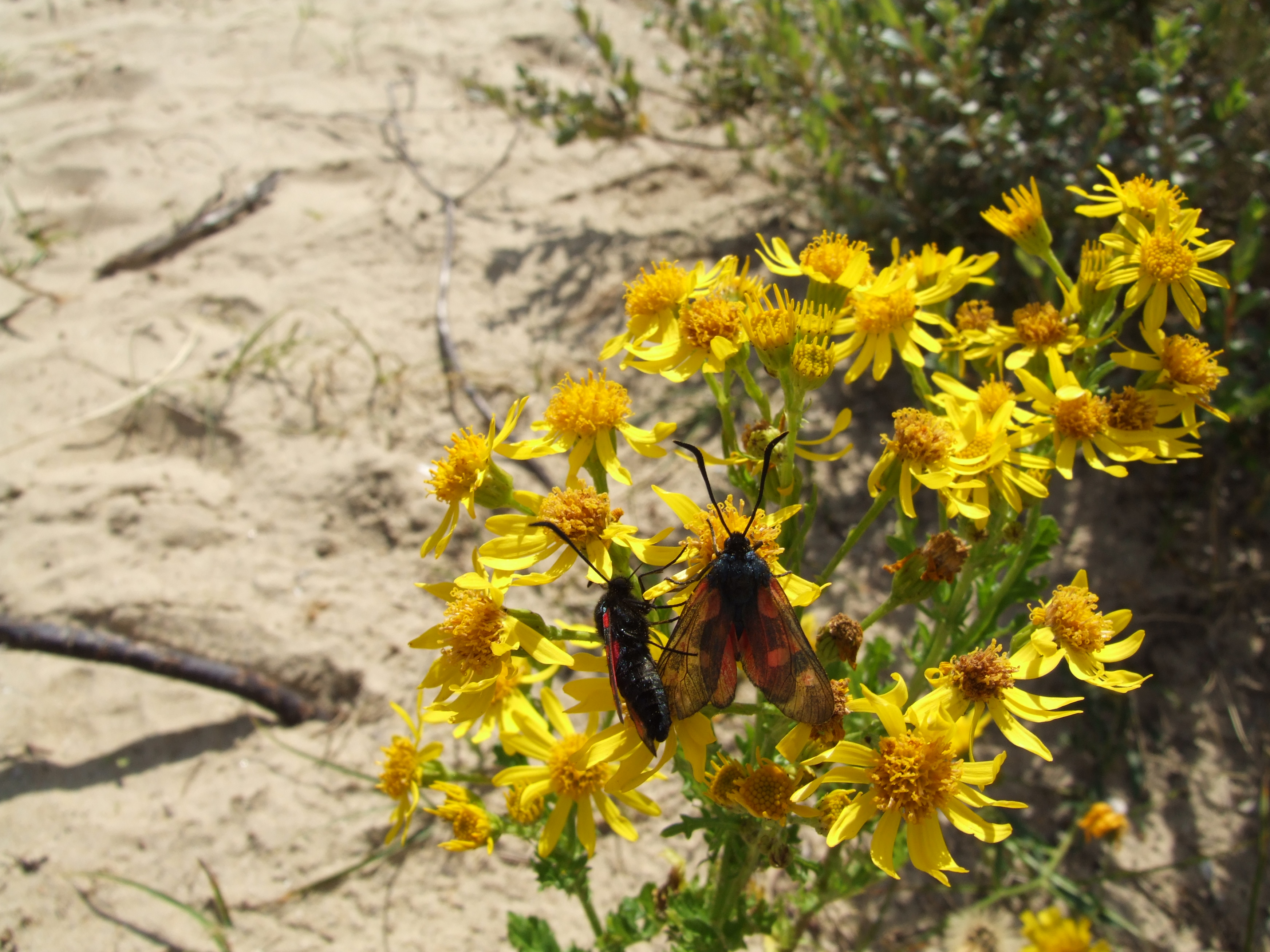
Jakobskreuzkraut (Jacobaea vulgaris)

Wie am Namen erkennbar kommt Senecionin hauptsächlich in Vertretern der Gattung Senecio vor, zum Beispiel in Senecio vulgaris. Auch das bekannte Jakobskreuzkraut (Jacobaea vulgaris) enthält neben anderen Pyrrolizidinalkaloiden Senecionin.

## Toxikologie
Senecionin wird nach der Aufnahme relativ schnell in der Leber verstoffwechselt. In vivo konnte eine Zytotoxizität gegenüber Hepatozyten gezeigt werden. In einer Studie an trächtigen Ratten wurde sowohl eine fruchtbarkeitshemmende, wie auch eine teratogene Wirkung von Senecionin gezeigt.

## Biosynthese
In Pflanzen der Gattung Senecio beginnt die Biosynthese mit der Aminosäure (S)-Arginin, manchmal auch mit (S)-Ornithin. Daraus wird zuerst Putrescin gebildet.
Dieses reagiert unter Katalyse des Enzyms Homospermidinsynthase (HSS) und NAD+ mit Spermidin zu Homospermidin. Dieses reagiert
katalysiert durch das kupferhaltige Enzym Diaminoxidase zu 4,4'-Iminodibutanal. Danach findet eine Cyclisierung zu Pyrrolizidin-1-carbaldehyd durch eine Mannich-Reaktion statt.
Durch eine Reduktion zum Alkohol, vermutlich mit Alkoholdehydrogenase, entsteht Trachelanthamidin. Dieses spaltet an der C1/C2-Bindung Wasserstoff ab, anschließend wird es
an der C7-Bindung zu Retronecin hydroxyliert. Dann wird das Retronecin mit Senecinsäure, welche aus zwei Äquivalenten (S)-Isoleucin gebildet wurde, acetyliert.
Zuletzt wird das entstandene Produkt Senecionin-N-oxid zum Endprodukt Senecionin reduziert.

Biosynthese von Senecionin